# Sarrazac (Lot)
Sarrazac  korábbi község Franciaországban, Lot megyében. Lakosainak száma 499 fő (2018. január 1.). Sarrazac Cazillac, Ligneyrac, Turenne, Cavagnac, Cressensac, Cuzance és Le Vignon-en-Quercy községekkel határos.
2019. január 1-jén Cressensac korábbi községgel egyesült és az így létrejött Cressensac-Sarrazac új község része lett..

## Népesség
A település népessége az elmúlt években az alábbi módon változott:
| Lakosok száma | 530  | 506  | 496  | 481  | 535  | 571  | 521  | 524  | 505  | 499  |
|               | 1968 | 1975 | 1982 | 1999 | 2006 | 2011 | 2013 | 2016 | 2017 | 2018 |